# Aloys Rüberg
Aloys Rüberg (* 2. März 1894 in Iserlohn; † 30. Januar 1971 ebenda) war ein Syndikus von Handwerkerverbänden, Beamter und Politiker der Zentrumspartei sowie Mitglied des ersten Landtags von Nordrhein-Westfalen.

## Ausbildung und Beruf
Rüberg studierte Rechts- und Staatswissenschaften in Bonn und Münster. Im Jahr 1921 wurde er zum Dr. rer. pol. promoviert. Anschließend arbeitete er als Syndikus von handwerklichen Verbänden. Zuletzt für die Handwerkskammer Oberhausen. 

## Politik
Er war seit 1919 Mitglied der Zentrumspartei. Aus politischen Gründen wurde er nach dem Beginn der nationalsozialistischen Herrschaft entlassen. Er arbeitete seither als beratender Volkswirt und Steuerberater.
Nach 1945 trat Rüberg erneut dem Zentrum bei und saß im Hauptvorstand der Partei. Seit 1946 war er Stadtverordneter in Iserlohn. Im selben Jahr war er Mitglied im Provinzialrat Westfalen und 1946 und 1947 Mitglied des ernannten Landtages von Nordrhein-Westfalen. In der ersten und zweiten Wahlperiode wurde er über die Landesliste in den Landtag von Nordrhein-Westfalen gewählt.
Am 17. Dezember 1951 schied er vorzeitig aus dem Parlament aus, da er seither als Vizepräsident des Landesrechnungshofes von Nordrhein-Westfalen amtierte. 

## Ehrung
In Iserlohn wurde eine Straße nach Rüberg benannt.